# Туристский продукт
Туристский продукт — комплекс услуг, работ, товаров, необходимых для удовлетворения потребностей туриста в период его туристского путешествия.
Туристский продукт состоит из трёх элементов: тур, дополнительные экскурсионные услуги, товары.
Тур — первичная единица туристского продукта, реализуемая клиенту как единое целое.
Компоненты туристского продукта:
1. Транспорт.
2. Размещение.

В туристский продукт входят основные и дополнительные услуги:
- Основные — услуги, которые входят в туристский пакет и приобретаются туристом по месту проживания.
- Дополнительные — услуги, не предусмотренные в ваучере или путёвке, доводимые до потребителя в режиме его свободного выбора. Не входят в основную стоимость путёвки (прокат, телефон, бытовое обслуживание, почта, обмен валюты, дополнительное питание, общественный транспорт, развлечения и т. п.)